# الهرابي (بعدان)

تعديل مصدري - تعديل

الهرابي هي إحدى قرى عزلة بني عواض بمديرية بعدان التابعة لمحافظة إب، بلغ تعداد سكانها 119 نسمة حسب تعداد اليمن لعام 2004.